# Rzochów

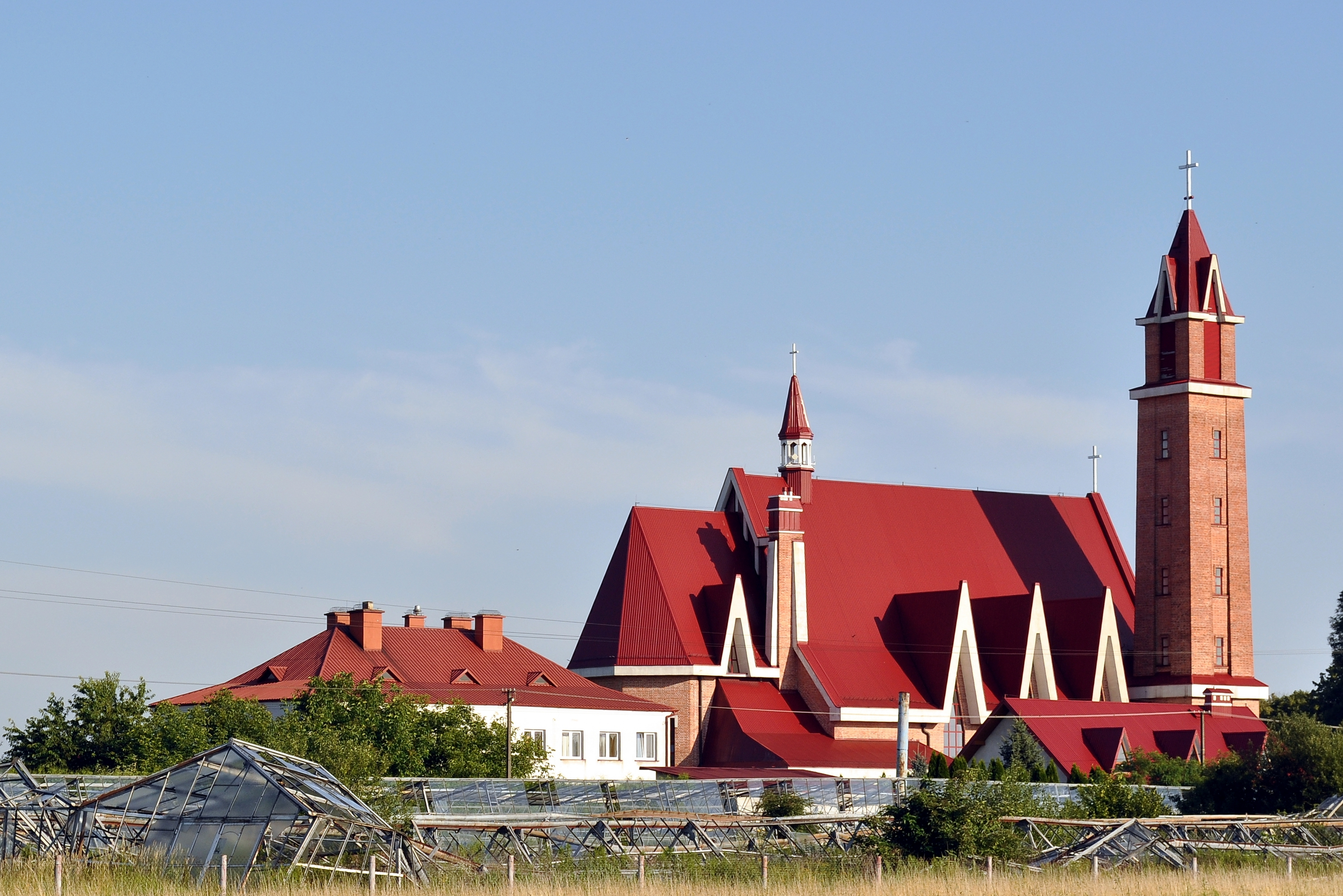
Ortskirche

Rzochów (früher Żochów) ist eine ehemalige Stadt, jetzt ein Stadtteil von Mielec, 3 Kilometer südöstlich des Stadtzentrums, im Powiat Mielecki der Woiwodschaft Karpatenvorland in Polen.

## Geschichte
Der Ort entstand wahrscheinlich im 13. Jahrhundert und erhielt das Stadtrecht zwischen den Jahren 1379 und 1382, fast 80 Jahre früher als Mielec. Politisch und administrativ gehörte er zum Königreich Polen (ab 1569 Adelsrepublik Polen-Litauen), Woiwodschaft Sandomir, Kreis Pilzno.
In der Zeit der Reformation wurde die Stadt zum Sitz einer Gemeinde der Polnischen Brüder unter dem Schutz der Familie Tarnowski. 1629 gehörte sie zur Stanisław Lubomirski. In der Zeit der Schwedischen Sintflut wurde sie stark zerstört.
Bei der Ersten Teilung Polens kam Rzochów 1772 zum neuen Königreich Galizien und Lodomerien des habsburgischen Kaiserreichs (ab 1804). 1880 verlor Rzochów das Stadtrecht. 1887 wurde der Ort an eine Bahnlinie angeschlossen.
1918, nach dem Ende des Ersten Weltkriegs und dem Zusammenbruch der k.u.k. Monarchie, kam Rzochów zu Polen. Unterbrochen wurde dies nur durch die Besetzung Polens durch die Wehrmacht im Zweiten Weltkrieg. Im Krieg wurde es wieder zerstört. 1985 wurde Rzochów als Stadtteil nach Mielec eingemeindet.